# Eigil Ramsfjell
Eigil Ramsfjell, né le 17 mars 1955 à Oslo, est un curleur norvégien. Il remporte la médaille de bronze aux Jeux olympiques d'hiver de 1998 à Nagano. Il remporte également trois titres de champions du monde en 1979, 1984 et 1988. Il est aussi vice-champion du monde en 1978. Il représente la Norvège aux Jeux olympiques d'hiver de 1988 et gagne la médaille d'or.
Il est le frère du curleur Bent Ånund Ramsfjell.